# Semana Rock MTV
Semana Rock MTV foi um programa da MTV Brasil que apresentava um resumo das notícias da semana.Versão brasileira do The Week In Rock, programa da MTV americana,estreou em 21 de outubro de 1990 apresentado por Zeca Camargo e Chris Couto. A última fase foi em 6 de março de 2005, quando o programa foi apresentado por Edgard Piccoli e encerrou até em 2005